# Font Vella (l'Estany)
La Font Vella o de les Eres és una font al poble de l'Estany (el Moianès) protegida com a bé cultural d'interès local.
El 1756 es va construir la Font de les Eres, que va passar a anomenar-se Font Vella a partir de la construcció, abans del 1882, de la Font del Prat, que va rebre l'aigua de la deu de la Font Pedrosa. La font és una construcció sota el nivell del sòl formada per unes escales descendents de lloses de pedra, protegides per murs de contenció de paredat ordinari, coronats per carreus que conformen una esquena d'ase de secció triangular. La part més baixa de la construcció és formada per una volta de mig punt de paredat ordinari. La font se situa al nivell inferior, i compta amb bancs de pedra sobresortint de les parets laterals. Al front de l'arc que presideix l'escala descendent, hi ha una llosa de pedra amb diverses inscripcions en baix relleu que inclouen la data 1756. A la dreta apareix l'escut del monestir, un cor amb una creu coronat amb un bonet de capellà i al mig una mà plana voltada de les lletres CIA. A sota es pot llegir el nom del Dr. Fernando degà.
Tal com mostra la làpida el promotor fou el doctor Fernando Macià, degà de la catedral de Vic des del 1725 fins a la seva mort el 1761, i una de les cinc dignitats reials encarregades d'administrar l'abadia de Santa Maria de l'Estany. Tenia el càrrec de consenyor de l'Estany. La interpretació de la làpida és la següent: del nom està abreviat "FERdo". El dibuix d'una mà es refereix a la lletra M o la síl·laba MA. Afegint a aquesta M les quatre lletres que envolten el relleu de la mà (llegides de baix a dalt, les de l'esquerra, i de dalt a baix les de la dreta), es conforma el cognom «MACIÀ». La paraula "degà" no és que sigui incompleta: senzillament s'ha sobreposat l'E a la D (per raons d'espai i de composició). Des del punt de vista de l'espectador, a l'esquerra, a la part de dalt, podem veure dibuixat un bonet (el tipus de barret que portaven els canonges) i, a sota, un Sagrat Cor de Jesús. A la part dreta hi ha el dibuix d'una torre heràldica. Una figura semblant a la que apareix a l'escut de l'Estany.